# Pandaros (Sohn des Lykaon)
Pandaros (altgriechisch Πάνδαρος Pándaros) ist in der griechischen Mythologie Sohn des Lykaon und stammte aus der Stadt Zeleia in der „troisches Lykien“ oder „kleines Lykien“ genannten Landschaft.
Er ist Anführer der am Aisepos siedelnden Troer und nahm am Trojanischen Krieg auf der Seite Trojas teil. Nach dem Zweikampf zwischen Menelaos und Paris machte er den Versuch der friedlichen Beendigung des Krieges mit einem Bogenschuss gegen Menelaos auf Geheiß Athenes zunichte. Der Pfeil verfehlte allerdings durch Athenes Zutun sein Ziel. Dies war das Zeichen zur letzten entscheidenden Schlacht des Trojanischen Krieges.
Er wurde von Diomedes mit Athenes Hilfe getötet. Diomedes’ Lanze traf Pandaros zwischen Mund und Nase, durchbohrte seinen Gaumen und trat oberhalb des Halses wieder hervor.
In mittelalterlichen Erzählungen, z. B. Le Roman De Troie von Benoît de Sainte-Maure (12. Jh.) sowie im Anschluss bei Giovanni Boccaccio, Geoffrey Chaucer (Troilus and Criseyde) und Shakespeare (Troilus und Cressida) taucht er unter dem Namen Pandarus als eine Gestalt auf, die Criseyde (Cressida) dem trojanischen Prinzen Troilus als Geliebte zuführt.